# Combat Obscura
Combat Obscura is een Amerikaanse documentaire uit 2018 onder regie van Miles Lagoze.

## Productie
Miles Lagoze sloot zich op achttienjarige leeftijd als cameraman aan bij het Amerikaans leger. In de Afghaanse Oorlog filmde en monteerde hij video's die nadien door de US Marine Corps gebruikt werden om onder meer soldaten te rekruteren. Uiteindelijk besloot Lagoze om met al het beeldmateriaal dat hij en zijn collega-cameramannen hadden opgenomen zelf een documentaire samen te stellen. Op die manier wilde hij een echte, onverbloemde blik achter de schermen van de oorlog werpen en aantonen hoe het dagelijks leven van een soldaat bestaat uit verveling, druggebruik en het plegen van zinloos en dodelijk geweld.

## Titelverklaring
De titel is een verwijzing naar de fotografische term camera obscura.

## Release
De documentaire ging op 1 maart 2018 in première op het True/False Film Festival in Columbia (Missouri).